# Sargantana pallaresa
La sargantana pallaresa o serenalla pallaresa (Iberolacerta aurelioi) és una espècie de sauròpsid (rèptil) escatós de la família Lacertidae, endèmica del Pirineus centro-oriental. Fou descoberta l'any 1994 per l'herpetòleg Òscar Arribas.

## Distribució
Endemisme pirinenc, es localitza en sol tres nuclis muntanyencs de l'eix pirinenc (Mont-roig, Pica d'Estats i Coma Pedrosa-Tristaina-Serrera) en la confluència d'Espanya, França i Andorra, amb un enclavament al sud al serrat de Capifonts. La seva àrea principal està dins de la comarca del Pallars Sobirà.

## Hàbitat
Habita en el pis alpí des dels 2.100 m almenys fins als 2.940 m d'altitud, encara que la major part de poblacions es troben entre els 2.300 i els 2.500 m, en circs glacials. Se la pot trobar sobre roques ben abrigades i amb bona insolació.

## Amenaces
En tenir una àrea de distribució tan restringida i associada a afloraments rocosos abrigats en circs glacials, la principal amenaça és la destrucció del seu hàbitat (explotacions hidroelèctriques, estacions d'esquí, construcció de refugis, etc.), la recol·lecció furtiva i el progressiu escalfament sobre les biotes alpines.